# No-go zóna

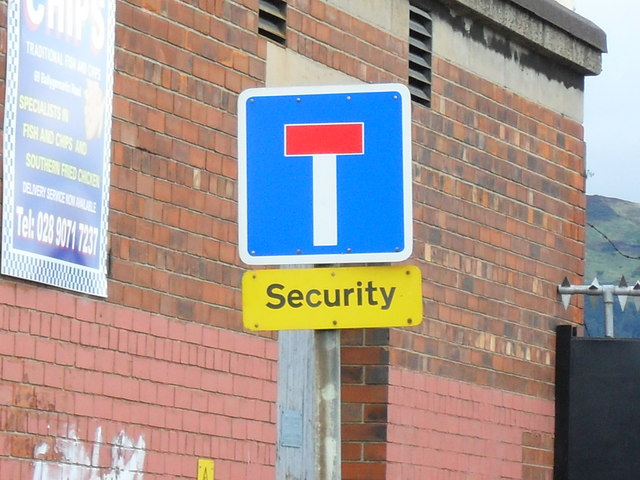
Dopravní značka označující uzavírku ulice Flax Street v Belfastu spojující katolickou a protestantskou část města. Flax Street je v současnosti přehrazena třímetrovou bránou s ostnatým drátem

No-go zóna (z angličtiny, též no-go area) označuje vyloučenou lokalitu, městskou čtvrť nebo obvod, kde opakovaně dochází ke kriminálním a násilným činům a kde není občanům zaručena bezpečnost. Občané jsou odrazováni, aby do ní vstupovali. Bývají doprovodnou formou nezačlenění do společnosti a mohou souviset s přílivem migrantů a vznikem paralelních společnosti.
Termín pochází z vojenské terminologie a označuje zakázanou vojenskou oblast. V rámci psychologické války během vietnamské války byl jižní Vietnam rozdělen na oblasti go-areas, v nichž bylo obyvatelstvo zásobováno a podporováno, a no-go areas, nepřátelských oblastí. Termín může označovat i místo kontrolované skupinou lidí, kteří používají sílu k zabránění vstupu ostatním lidem. Taková místa jsou kontrolována obvykle paramilitantními jednotkami a policie, armáda či obecné složky integrovaného záchranného systému si mohou vynutit vstup jen silou.

## Severní Irsko

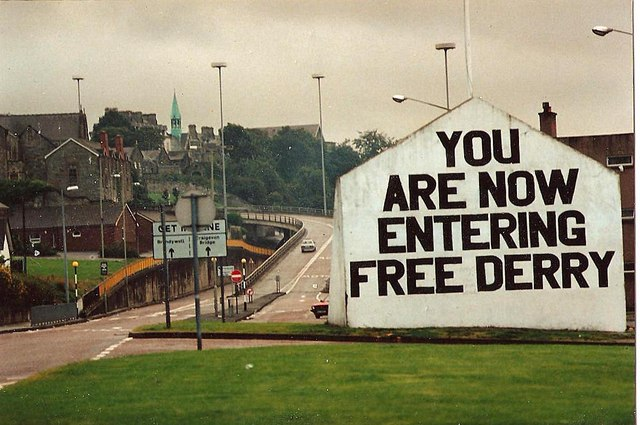
Nápis „Vstupujete do svobodného Derry“ označuje hranici bývalé no-go zóny v severoirském Londonderry

No-go zóny vznikly během konfliktu v Severním Irsku v letech 1968 až 1972, kdy republikáni uzavřeli pro britskou armádu a policii některé části Belfastu a Derry. Pořádek v těchto oblastech byl otevřeně hlídán příslušníky Oficiální a Prozatímní frakce Irské republikánské armády. Nejznámější no-go zóna se nazývala Svobodné Derry.
31. července 1972 britská armáda prolomila v rámci Operace Motorman barikády a obnovila kontrolu nad oblastmi. Šlo o největší britskou vojenskou operaci od Suezské krize. Operace se zúčastnilo 15 000 vojáků včetně specialistů z námořní pěchoty podporovaných 600 obrněných vozidel. Do Ulsteru byly letecky přesunuty i 3 prapory britských vojsk rozmístěných v Západním Německu.
Operace byla úspěšná a britské síly obnovily kontrolu nad oblastí. Nicméně partyzánské složky IRA i poté pokračovaly v odporu a britské bezpečnostní složky byly pravidelně napadány. Pohybovaly se proto v těchto oblastech pouze příležitostně a v ozbrojených konvojích. 
Policejní přítomnost v těchto oblastech byla kontroverzní také po podepsání Velkopáteční dohody po roce 2000, když hlavní republikánská strana Sinn Féin odmítla policii podpořit. Sinn Féin podpořila policejní přítomnost v oblastech až po reorganizaci policejního sboru v roce 2007. Napětí v těchto oblastech je však stále přítomné, i když v daleko menším měřítku. V roce 2015 byli napadeni dva požárníci v republikánské čtvrti Belfastu. Útok byl ale  představiteli místní komunity odsouzen.

## Údajné no-go zóny
V současnosti se vedou debaty o existenci a významu těchto zón v některých státech západní Evropy. Oblasti měst v západní Evropě, které jsou označovány jako „no-go zóny“, velmi často obývají neintegrovaní muslimští přistěhovalci z Afriky a arabských zemí jihozápadní Asie.
Daniel Pipes, ředitel Middle East Forum – amerického konzervativního think tanku založeného v roce 1990, který označení no-go zóny pro oblasti ve Francii v roce 2006 použil, měl v lednu 2013 evropské no-go zóny navštívit a přiznat, že se mýlil – uvést mimo jiné, že: „Nejde o naprosté no-go zóny, kam nelze vstoupit. Francouzská terminologie zní „citlivé městské oblasti“. Zpravidla jsou to obyčejné lokality, kde vám nic nehrozí. Avšak občas nepředvídatelně vybuchnou nepokoje, pak tu dochází k zapalování aut i útokům na představitele státu (včetně policie).“ V roce 2015 zaslal agentuře Bloomberg e-mail, v němž uvedl, že: „neexistují žádné evropské země s no-go zónami.“

### Belgie
Po teroristických útocích v listopadu 2015 v Paříži byla v některých médiích jako „no-go zóna“ označena čtvrť Molenbeek v hlavním městě Belgie Bruselu, spojovaná s islamisty, džihádisty, gangy, drogami a nedodržováním zákonů, ve které se zdržovali strůjci tehdejších atentátů.

### Německo
V Berlíně ve čtvrti Kreuzberg jde o park Görlitzer Park a přilehlou malou čtvrť Wrangelkiez. Důvodem je drogová kriminalita a doprovodné trestné činy – vyhrožování, podvody, krádeže, přepadení a znásilnění. Dealery jsou čekatelé na azyl pocházející výhradně z afrických a východoevropských zemí. V roce 2019 byly vyznačeny růžovým sprejem zóny, kde dealeři drogy mohli prodávat. Dne 19. prosince 2016 radikalizovaný drogový dealer z parku Görlitzer zaútočil kamionem na vánočních trzích v Berlíně – zahynulo 12 osob, včetně jedné Češky, zraněných bylo 48 osob, z toho 30 vážně, do prosince 2018 vyplatilo Německo doposud zraněným a pozůstalým 98 milionů korun.
V souvislosti se silvestrovskými sexuálními násilnostmi přistěhovalců v Německu v závěru roku 2015 uvedla radní (Stadtverordnete) Kolína nad Rýnem Judith Wolterová z opozičního protiislámského hnutí Pro Köln, že některé oblasti města mohou být nebezpečné jak pro turisty, tak i pro tamní obyvatele, a úřady v nich nedokážou zajistit bezpečnost.
V červenci 2015 bylo v uniklé zprávě prezidia policie spolkové země Severní Porýní-Vestfálsko vyjádřeny obavy z možného vzniku no-go zóny kontrolované místními klany ve čtvrti Marxloh ve městě Duisburg. Občané a obchodníci se v noci údajně neodvažovali vyjít na ulici. V jednom "důvěrném dokumentu" duisburské policie bylo hlášeno  působení "klanů velkých rodin", kvůli kterému byl akutně ohrožen veřejný pořádek a nebyla zajištěna bezpečnost. Citát: V jistých částech Duisburgu si bandy pro sebe vyhrazují již celé uliční komplexy (Straßenzüge).

### Švédsko
Čtvrť Tensta na severu Stockholmu. Vysoká kriminalita a nezaměstnanost, která v roce 2018 činila 45 %, souvisí s vystupňováním uprchlické krize. Přistěhovalci zde žijí na okraji společnosti. V roce 2006 policie zneškodňovala výbušinu, se kterou místní gang přivázal člověka k lampě pouličního osvětlení. V roce 2013 stovky policistů zasahovaly při nepokojích, kdy zde hořela auta.
Čtvrť Rinkeby ve Stockholmu je důsledkem neúspěšného sociálního projektu pro přistěhovalce. Mělo jít o model prosperující, egalitářské a k imigraci vstřícné společnosti, který realizovali vládní sociální demokraté premiéra Stefana Löfvena, stavějící na liberálních hodnotách a otevřené imigrační politice. Oproti plánům ale vznikla „vyloučená lokalita“, ghetto, které tvoří z 90 % imigranti, obyvatelé s nízkým vzděláním a kde je více než 50 % nezaměstnanost a velká kriminalita. Policie je zde bez autority a její obhlídky mizivé. Místní slangový výraz pro ni je „Aina“. Podle profesorky Ully-Britt Kotsinasové ze Stockholmské univerzity se Rinkeby stalo synonymem pro sociálně vyloučená imigrantská předměstí: „výrazem pro tamní subkulturu, která je jiná než ve zbytku Švédska,“ obdoba „banlieues,“ výrazu pro předměstí ve Francii. V roce 2017 počet sexuálních deliktů vzrostl o 10 %, hoří auta a imigranti pašují munici pro přistěhovalecké gangy, kterých policie eviduje stovky. Situace využívají krajně pravicoví Švédští demokraté (přijímali by jen žadatele o azyl ze sousedních zemí a migranty, kteří v zemi už jsou, vraceli zpět do jejich vlastí) a dezinformační weby, pro které je Rinkeby no-go zónou.
V prosinci 2023 na předměstí Göteborgu – druhého největšího švédského města, byly přistěhovalecké čtvrti (čtyři zvláště zranitelnými oblastmi: Bergsjön, Hammarkullen, Hjällbo a Lövgärdet na severovýchodě, a čtyři rizikovými oblastmi: Tynnered/Grevegården/Opaltorget na jihozápadě a Biskopsgården na servero západě), mezi 11 (v roce 2021 mezi 19), které se nejvíce potýkají se zločinem a sociálními problémy, z celkového seznamu 59 (61 v roce 2021) problémových (zranitelných) lokalit. Podle hodnocení z prosince 2023 by se měla situace ve čtvrti Biskopsgården údajně zlepšit a posunout se z nejzávažnějšího hodnocení „zvláště zranitelná oblast“ na nižší, druhý nejvyšší stupeň, „rizikovou oblast“. Většinu z předměstí vybudovala v přírodě za městy švédská sociální demokracie v letech 1965 až 1974. Problémové periférie tvoří i ze 60 % lidé narození mimo Švédsko a z 90 % lidé s kořeny mimo Švédsko. Nejdříve šlo o Finy, Nory, Islanďany, ale i zemědělce ze severního Švédska. V 80. letech o levicové uprchlíky z Chile, latinskoamerických diktatur a lidi prchající před válkami v Libanonu, Iráku a Íránu. V 90. letech přibyli lidé z kurdských oblastí Iráku, Somálska i bývalé Jugoslávie a čtvrti opustili etničtí Švédové a Latinoameričané. Ve Švédsku zůstává naprostá většina vražd střelnou zbraní neobjasněná. Na vině má být i možnost pachatelů nahlížet do spisů, vidět jména svědků, které je třeba ovlivnit a zůstat tak na svobodě. Důsledkem malé ochrany svědků a předsudků utečenců před represivními režimy ve státní a uniformované autority má být rozšířena „kultura mlčení.“ Gangy mají mezi sebe získávat dvanáctileté, devíti- a osmileté děti. Problémy čtvrtí  mají plynout ze segregace – nízkého procenta zastoupení etnických Švédů, a kriminality gangů spojené s distribucí drog. A promítat se má i že jde o dělnické oblasti, které trpí škrty, vysokou mírou nezaměstnanosti a velkými problémy s bydlením, kdy mnoho rodin žije v příliš malých bytech.
Mezi problémové lokality má patřit i Malmö.

### Francie
Dne 3. srpna 2018 český novinář, zpravodaj České televize (dříve Českého rozhlasu) ve Francii a publicista Jan Šmíd v pořadu Host Lucie Výborné uvedl: „No-go zóny ve Francii skutečně existují. Do některých čtvrtí se rozhodně nedoporučuje chodit nikomu, kdo vypadá jako turista.“ Jde o předměstí velkých měst, nejen Paříže (server a servero-východ, například Clichy-sous-Bois), ale například jde také o předměstí Lyonu. Výjimkou je Marseille, kde jde o otázku celého města, přičemž nejhůře je na tom čtvrť Castellane, kde nedaleko vyrůstal také fotbalový záložník Zinédine Zidane. Terčem v těchto no-go zónách se kdykoli mohou stát i policisté. Jde o čtvrtě, do kterých se nechodí. Souviset mají především s přistěhovalectvím a soužitím různých skupin obyvatel (imigrací – přistěhovalectvím a asimilací).
Násilí a porušování zákonů během října a listopadu 2005, doprovázející pouliční nepokoje ve Francii, které se nevyhnuly ani obci jako Vitry-sur-Seine, kde se vandalové pokusili vypálit nemocnici, vedlo francouzskou vládu umožnit francouzským prefektům, aby měli možnost vyhlásit noční zákaz vycházení s platností od středy 9. listopadu 2005. Stalo se tak na základě reaktivace zákona o výjimečném stavu z roku 1955, který zákaz nočního vycházení až na 12 dni umožňuje, francouzskou vládou Dominiqua de Villepina, kdy byl ministrem vnitra Nicolas Sarkozy. Bylo to poprvé, kdy byl na území kontinentální Francie tento zákon uplatněn. V minulosti to bylo v souvislosti s válkou v Alžírsku v roce 1962. Amnesty International poukázala na potřebu posílit důvěru občanů v právní stát – justice má být schopna stíhat bezpráví a dodržovat je potřeba zákony zakazující rasovou nenávist – měl se ratifikovat diskriminaci zakazující dvanáctý protokol Evropské konvence lidských práv a Rámcová úmluva o ochraně národnostních menšin. V roce 2020 Guy Milliere z francouzského Gatestone Institute upozornil, že: „V roce 2005 se lidé žijící v no-go zónách chovali vůči Francii nepřátelsky. Dnes je jejich nenávist ještě větší.“